# Scytodes kinzelbachi
Scytodes kinzelbachi là một loài nhện trong họ Scytodidae.
Loài này thuộc chi Scytodes. Scytodes kinzelbachi được Jörg Wunderlich miêu tả năm 1995.